# Grzegorz Bronowicki
Grzegorz Bronowicki, né le 4 août 1980 à Łęczna, est un footballeur international polonais évoluant en tant que défenseur

## Carrière

### En club
- 2001-déc. 2005 :  Górnik Łęczna
- jan. 2006-2007 :  Legia Varsovie
- 2007-2009 :  Étoile rouge de Belgrade
- 2009-2010 :  Górnik Łęczna
- 2010-2011 :  Ruch Chorzów
- 2013 :  Motor Lublin

### En sélection
- Il a débuté avec l'équipe nationale le 7 octobre 2006 face au Kazakhstan (1-0).
- Il totalise 14 sélections avec la Pologne